# Cantó de Seyssel (Ain)
El cantó de Seyssel era una divisió administrativa francesa del departament de l'Ain. Comptava amb 5 municipis i el cap era Seyssel. Va desaparèixer el 2015.

## Municipis
- Anglefort
- Chanay
- Corbonod
- Culoz
- Seyssel

## Història
| Data d'elecció                           | Identitat          | Partit                     | Qualitat |
| ---------------------------------------- | ------------------ | -------------------------- | -------- |
| 1955-1961                                | François Domps     | SFIO                       |          |
| 1955-1961                                | Honoré Godet       | Divers droite              |          |
| 1961-1967                                | François Broisin   | Sense etiqueta             |          |
| 1967-1992                                | Marcel Gache       | FGDS, després PS           |          |
| 1992-2011                                | René Ailloud       | Divers droite, després UMP |          |
| 2011-2015                                | Christophe Bérardi | PS                         |          |
| les dades anteriors no són pas conegudes |                    |                            |          |
|                                          |                    |                            |          |

## Demografia
| A partir de 1990: Població sense dobles comptes |